# Charopinesta sema
Charopinesta sema är en snäckart som beskrevs av Tom Iredale 1944. Charopinesta sema ingår i släktet Charopinesta och familjen Charopidae. Inga underarter finns listade i Catalogue of Life.